# Heliconius hierax
Heliconius hierax är en fjärilsart som beskrevs av William Chapman Hewitson 1869. Heliconius hierax ingår i släktet Heliconius och familjen praktfjärilar. Inga underarter finns listade i Catalogue of Life.

## Bildgalleri

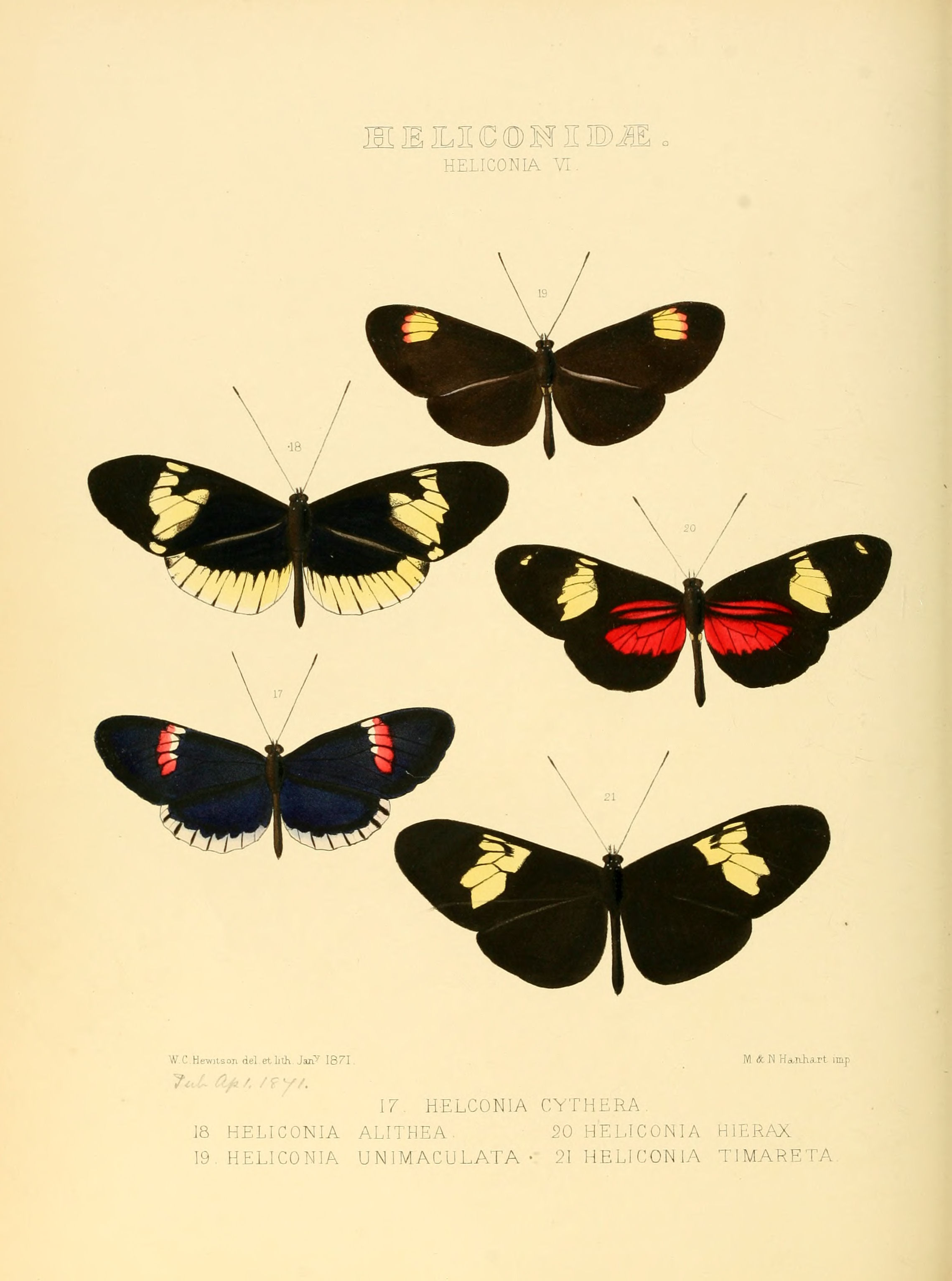